# Neuron (журнал)
Neuron — рецензируемый научный журнал публикуемый издательством Cell Press, импринтом компании Elsevier. Основан в 1988 году, посвящён нейронаукам и близким к ним биологическим процессам.
Главный редактор — Мариэла Зирлингер. Основали журнал редакторы Лили Джан, Альберт Джеймс Хадспет, Луис Рейхардт, Роджер Никол, и Зак Холл (англ. Zach Hall). Также, в прошлом главным редактором была Катя Броз.